# Hrubovodské sutě
Hrubovodské sutě je přírodní rezervace poblíž obce Hlubočky v okrese Olomouc. Oblast spravuje Krajský úřad Olomouckého kraje.

## Předmět ochrany
Důvodem ochrany je geomorfologicky členité území s výskytem přirozených a přírodě blízkých lesních ekosystémů 4. a 5. lesního vegetačního stupně, typických pro lesní oblast Nízký Jeseník. Jde zejména o společenstva bučin, jedlobučin a suťových lesů se zastoupením charakteristických i ohrožených a regionálně ustupujících druhů planě rostoucích rostlin a volně žijících živočichů.

## Fotogalerie

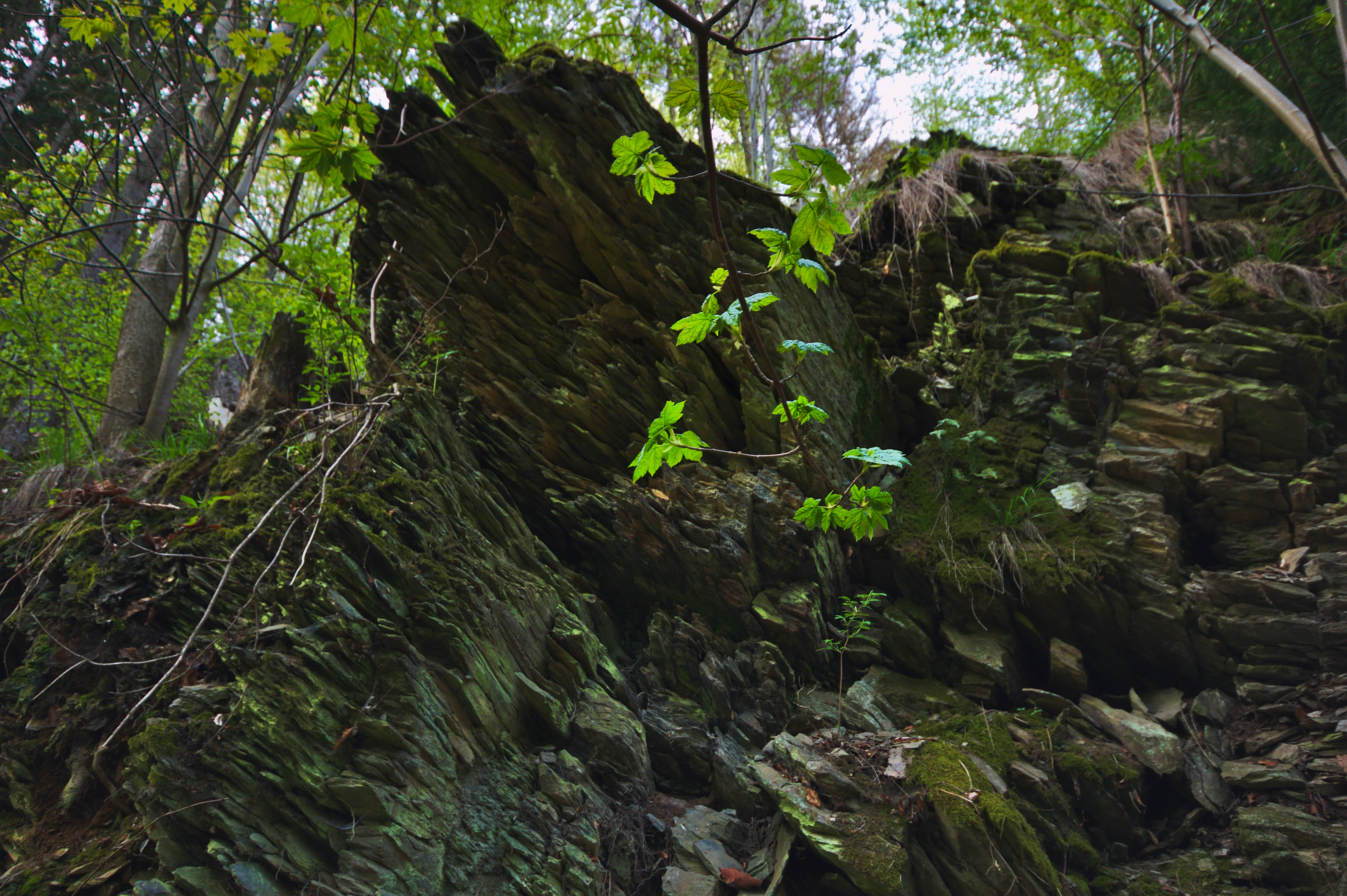
Odkryté podloží
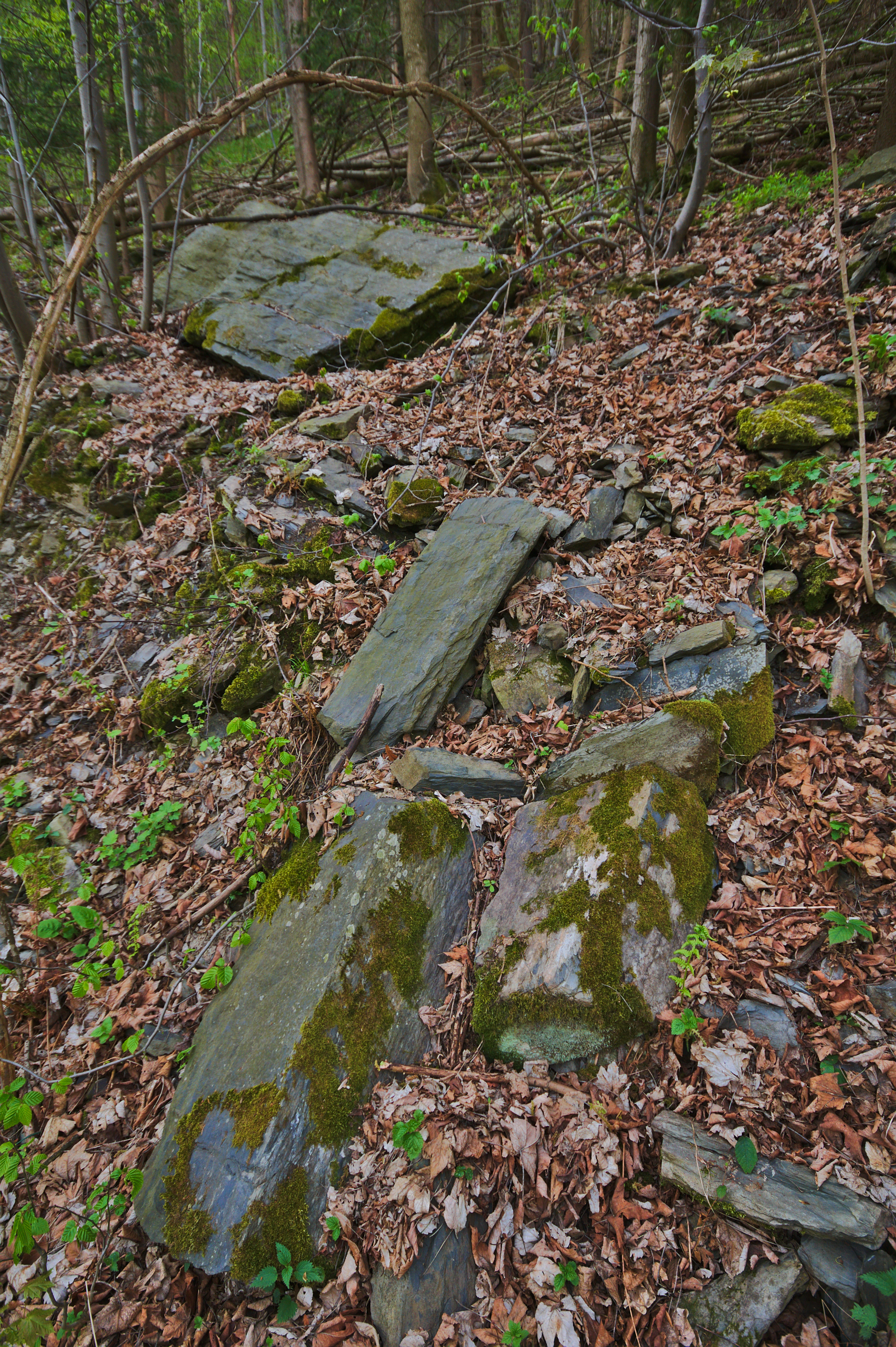
Kamenná suť
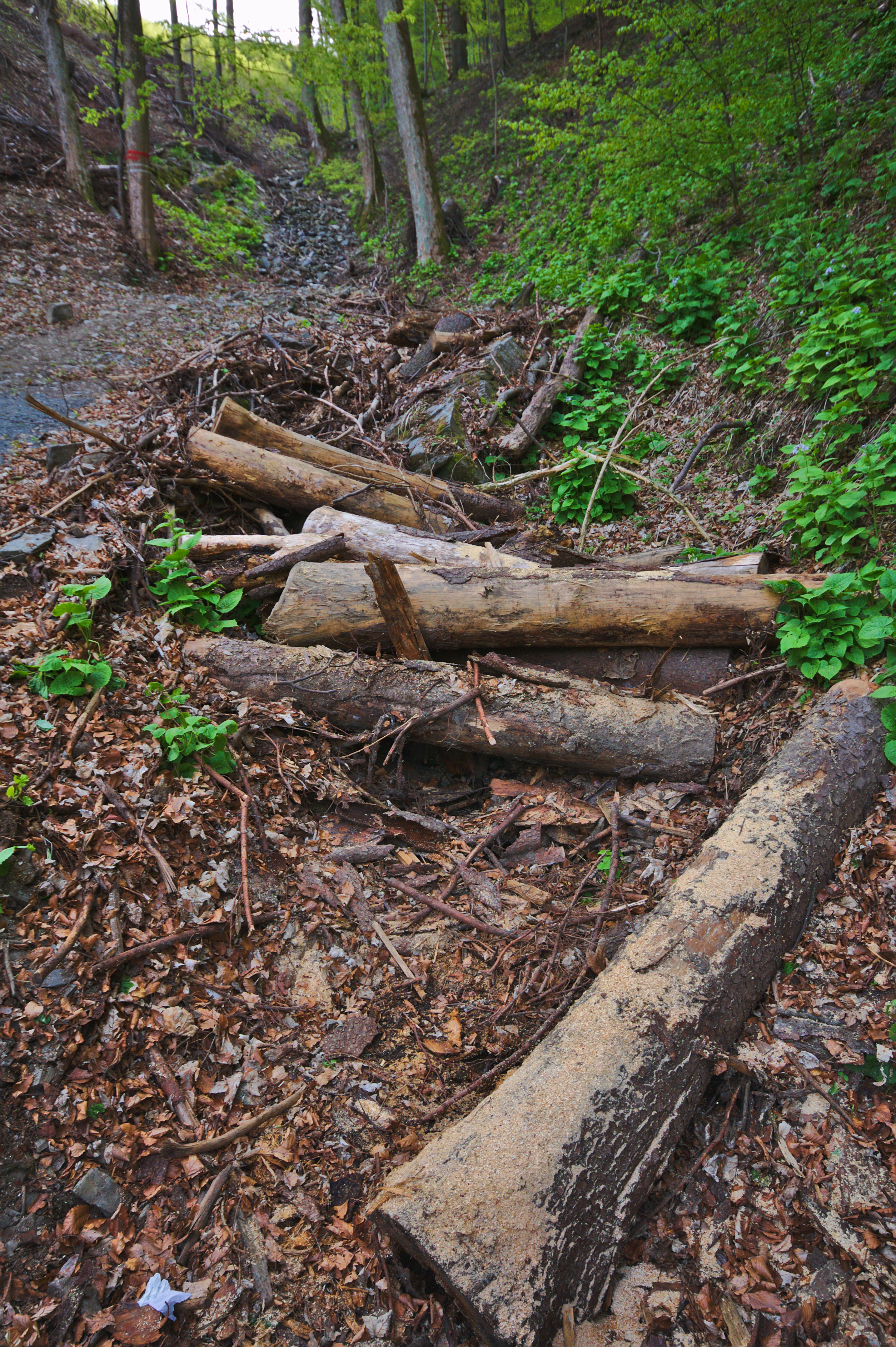
Vodní tok na jižním okraji chráněného území
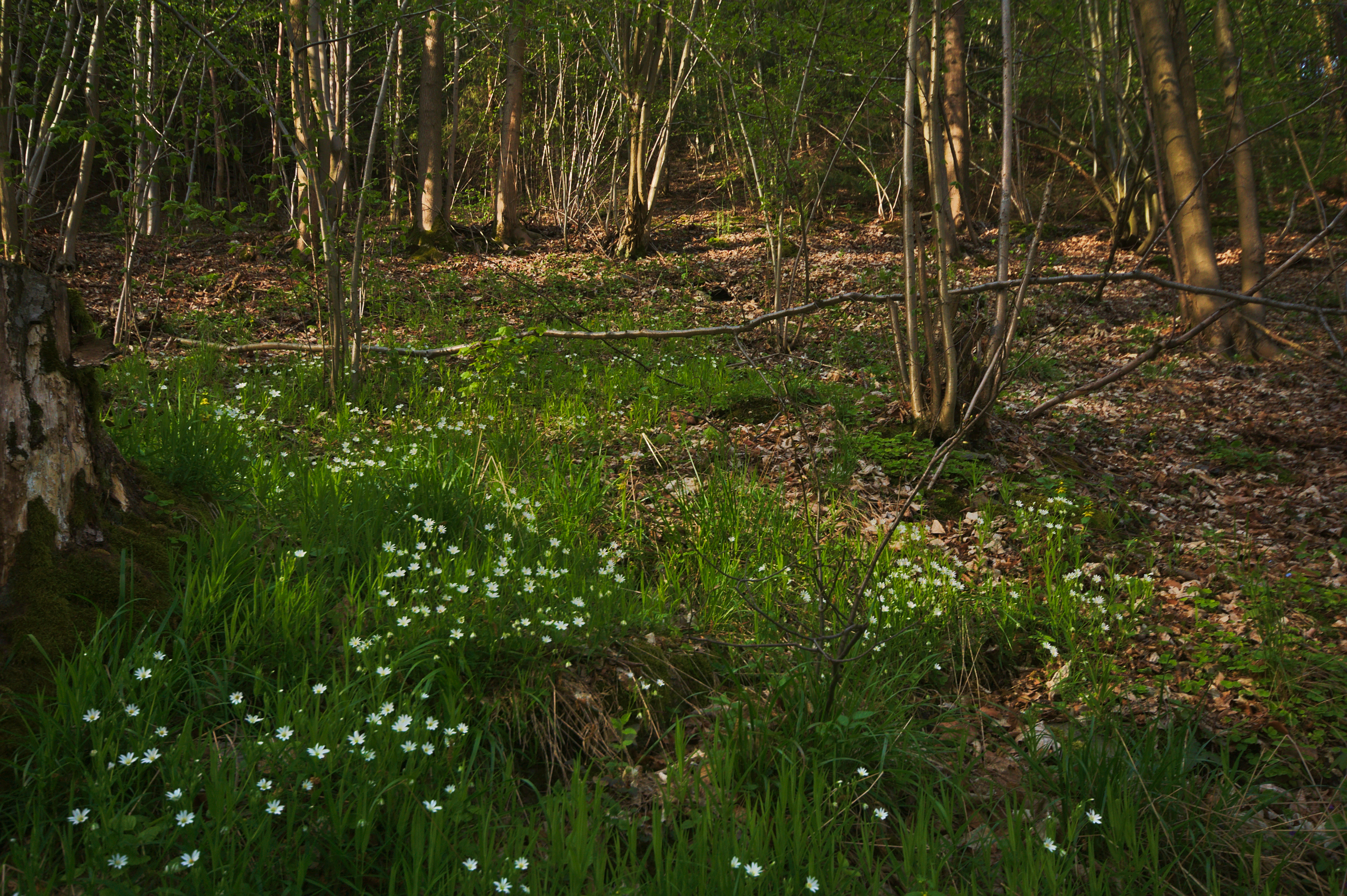
Kvetoucí bylinné patro
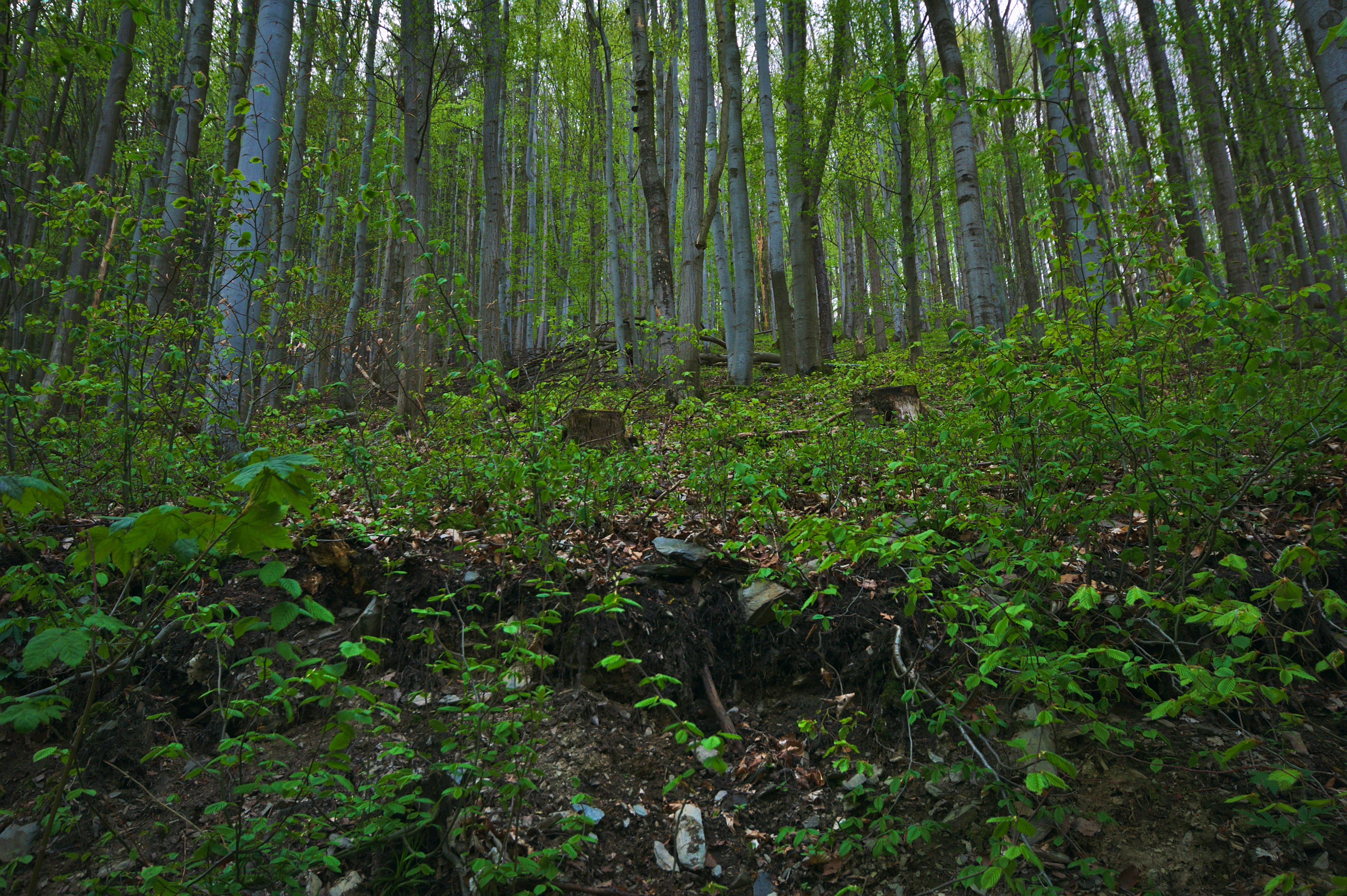
Stromové patro u železniční trati